# 12709 Bergen op Zoom
12709 Bergen op Zoom è un asteroide della fascia principale. Scoperto nel 1990, presenta un'orbita caratterizzata da un semiasse maggiore pari a 2,6394389 UA e da un'eccentricità di 0,1162849, inclinata di 12,62997° rispetto all'eclittica.
L'asteroide era stato inizialmente battezzato 12709 Berg op Zoom per poi essere corretto nella denominazione attuale.
L'asteroide è dedicato all'omonima località dei Paesi Bassi.